# Betsucomi
《Betsucomi》是小學館發行的少女漫畫雜誌，1970年創刊，每月13日發行。舊稱《別冊少女COMIC》（通稱：別COMI）。该杂志以女高中生為目標讀者，主要連載以爱情为主题的漫畫作品。

## 外部連結
- ベツコミホームページ（公式サイト）